# 斎藤法雄
斎藤 法雄（齋藤 法雄、さいとう のりお、1956年4月16日 - ）は、日本の外交官。青島総領事や、広州総領事を経て、2018年からマーシャル諸島共和国駐箚特命全権大使を務めた。

## 経歴・人物
群馬県出身。1979年筑波大学第一学群社会学類（政治学専攻）卒業、外務省入省。いわゆるチャイナ・スクールで、1980年から南開大学（中文系）に留学した。1999年外務省領事移住部外国人課首席事務官。2001年在中華人民共和国日本国大使館領事部長。2005年外務省領事局海外邦人安全課長。2008年在中華人民共和国日本国大使館参事官。2009年青島総領事。2011年在中華人民共和国日本国大使館公使参事官。在中華人民共和国日本国大使館公使を経て、2015年広州総領事。2018年から駐マーシャル諸島特命全権大使を務めた。2023年2月日中友好会館附設日中学院の第9代学院長に就任。